# Geldernské vévodství
Guelders nebo Gueldres, také Geldern nebo Gelre (česky také Geldry), bylo hrabství a posléze vévodství v rámci Svaté říše římské na území Nizozemí, s hlavním městem Geldern (Gelder), jež leží na území dnešního Německa. Existenci hrabství lze vymezit roky 1096–1339, nezávislou existenci vévodství pak roky 1339–1543, byť formálně existovalo do roku 1795. Vévodství bylo rozděleno na dvě geograficky nespojité části – Horní a Dolní čtvrť. Pozůstatkem vévodství v Nizozemsku je region Gelderland.

## Historie

### Hrabství
O hrabství lze hovořit od roku 1096, kdy je Gerard III. z Wassenbergu v písemných pramenech poprvé uveden jako „hrabě z Guelders“ Gerard I. Hrabství bylo tehdy součástí Dolnolotrinského vévodství. Syn hraběte Gerarda Gerard II. v roce 1127 získal hrabství Zutphen v severním Hamalandu sňatkem. Ve 12. a 13. století Geldern rychle expandoval po proudu řek Máza, Rýn a IJssel a dokonce si nárokoval nástupnictví v Limburském vévodství, dokud v roce 1288 nestál na poražené straně v bitvě u Worringenu. Přesto se hrabství dále rozrůstalo, když získalo města Veluwe a Nijmegen.

### Vévodství

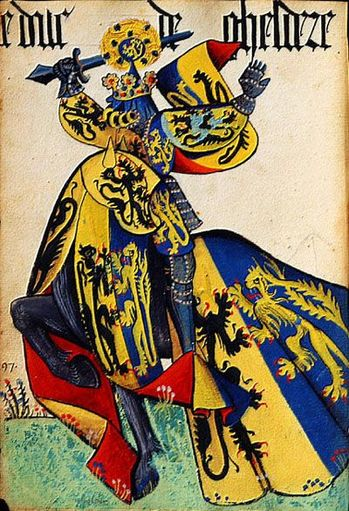
Reginald IV., vévoda geldernský a jülišský

V roce 1339 byl hrabě Reginald II. povýšen na vévodu císařem Ludvíkem IV. Bavorem. Poté, co v roce 1371 vymřel rod Wassenbergů, zvítězil ve válce o nástupnictví Vilém I. z Jülichu. Jülišské a geldernské vévodství pak bylo v personální unii. V roce 1423 přešlo Geldernské vévodství pod vládu rodu Egmondů, díky přízni Zikmunda Lucemburského. O území měl však eminentní zájem burgundský vévoda Karel Smělý a po mnoha peripetiích ho skutečně získal roku 1473. Území zakomponoval do Burgundského vévodství. Ovšem tento stav trval jen krátce, neboť po Karlově porážce a smrti v bitvě u Nancy v lednu 1477 místní za vévodu znovu uznali nástupce z rodu Egmondů Adolfa. Následně Guelders ovládl císař Svaté říše římské Maxmilián I., manžel dcery a dědičky Karla Smělého Marie.
Posledním samostatným vévodou z Guelders byl Adolfův syn Karel z Egmondu (vládl 1492–1538), kterého si za vévodu zvolili občané Geldernu poté, co byli rozčarováni z Maxmiliánovy vlády. Aby tento post Karel vůči císaři uhájil, byl nucen se spojit s Francií. Bojoval s Maxmiliánovým vnukem Karlem Habsburským (který se stal císařem Svaté říše římské jako Karel V. v roce 1519) v tzv. Geldernských válkách. Byl značně úspěšný, takže vévodství dokonce územně rozšířil. Vévodství odkázal vévodovi Vilémovi z Jülich-Cleves-Bergu. Ten se snažil jít ve stopách Karla z Egmondu a uzavřel spojenectví s Francií. Alianci upevnil politickým sňatkem s neteří francouzského krále Františka I. Janou III. Navarrskou (která údajně musela být zbičována, aby se sňatku podřídila). Ale Francouzi se ukázali nepevnými spojenci a Vilém vévodství neudržel. V roce 1543, podle podmínek smlouvy z Venlo, jež uzavírala jednu z italských válek mezi Francií a Habsburky, ho přepustil císaři Karlu V. Ten ho zapojil do tzv. Sedmnácti provincií, neboli do tzv. Habsburského Nizozemí. Od té doby byla existence vévodství již čistě formální, nezávislou existenci již nikdy neobnovilo. V pozdějším vývoji bylo historické území rozděleno mezi Nizozemsko a Německo.

## Státní symbolika

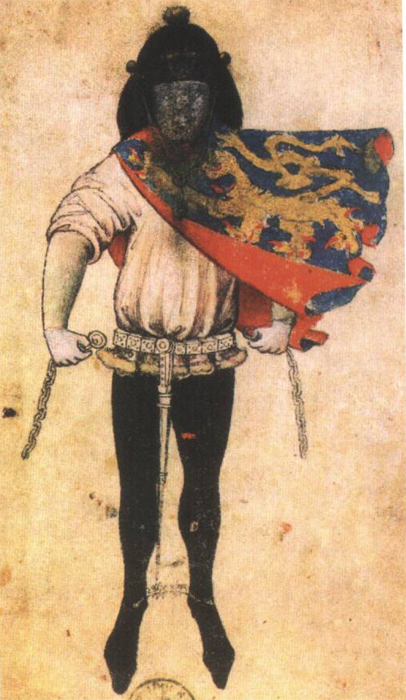
Geldernský herold kolem roku 1395

znak hrabství:
1131–1179
před rokem 1190
1190–1236
1236–1339

znak vévodství:
1339–1377
v heraldickém sborníku z 15. století
okolo roku 1543
od roku 1543 (unie s Jülišskem)